# 닛신시
닛신시(일본어: 日進市)는 일본 아이치현에 있는 시이다. 많은 대학과 고등학교가 존재하는 전원 학원 도시로 오와리국의 동단에 위치하며 서쪽은 나고야시, 동쪽은 미카와의 도요타시와 인접한다.
나고야 시영 지하철 쓰루마이선(1978년), 나고야 철도 도요타선(1979년)의 개통, 토지구획 정리 사업과 민간 개발업자에 의한 택지 개발 등으로 급속히 도시화가 진행되어 국세조사에 의한 인구 증가율은 1995년부터 2000년까지 일본 시 중에서 1위(16.4%), 2000년부터 2005년까지 2위(12.0%)를 기록했다.

## 지리
나고야시 동쪽에 펼쳐진 동부 구릉지에 위치하고 시의 거의 중앙에는 덴파쿠강이 동서로 흐른다.

## 인접하는 자치체
- 나고야시(메이토구, 덴파쿠구, 미도리구)
- 도요타시
- 아이치군 나가쿠테정, 도고정
- 미요시시

## 역사
- 1906년 5월 10일 - 아이치군 가구야마촌, 이와사키촌, 하쿠산촌이 합병해 닛신촌이 성립하였다.
- 1958년 1월 1일 - 정으로 승격하였다.
- 1994년 10월 1일 - 시로 승격하였다.

## 교통

### 철도
- 나고야 시영 지하철 쓰루마이선
- 나고야 철도 도요타선

### 도로
- 도메이 고속도로
- 국도 제153호선

## 인구
| 연도 | 인구   | ±%     |
| ---- | ------ | ------ |
| 1940 | 8,055  | —      |
| 1950 | 10,880 | +35.1% |
| 1960 | 11,187 | +2.8%  |
| 1970 | 21,486 | +92.1% |
| 1980 | 41,024 | +90.9% |
| 1990 | 50,335 | +22.7% |
| 2000 | 70,188 | +39.4% |
| 2010 | 84,187 | +19.9% |